# L'Empereur recevant les clefs de Vienne
L'Empereur recevant les clefs de Vienne est un tableau réalisé par le peintre français Anne-Louis Girodet en 1805-1808. De format horizontal, cette huile sur toile est une peinture d'histoire qui représente Napoléon Ier recevant les clés de la ville de Vienne, le 13 novembre 1805 au château de Schönbrunn. La scène se déroule au milieu d'un attroupement qui a convaincu deux garçonnets de monter, pour mieux tout apercevoir, dans un arbre dont le feuillage occupe l'angle supérieur gauche de la composition.
Commandée par l'Empereur pour la galerie de Diane du palais des Tuileries, à Paris, l'œuvre est exposée au Salon en 1808. Elle est conservée dans l'aile du Midi du château de Versailles, à Versailles, dans les Yvelines.